# 100 Monkeys
100 Monkeys é uma banda formada por Ben Graupner, Jackson Rathbone, Jerad Anderson, Ben Johnson e Uncle Larry. Possui influências musicais de The Weather, Spencer Bell, Daniel Johnston, The Devil, Robert Johnson, Man Man, Gary Busey, David Bowie.
O grupo se reuniu em 2008 em Los Angeles, tocando em pequenos shows no 24K Lounge e em outros lugares da cidade. Seu primeiro álbum, Monster De Lux, é improvisado e foi feito em um longo momento. Seu segundo álbum, Creative Control Sessions, continha canções populares "Sleeping Giants" e "Gus" e foi produzido por Scott Coslett. Durante uma pequena turnê de maio a junho de 2009, os lançamentos da banda de PA e NY lançaram 3 singles de músicas masterizadas em estúdio - "Ugly Girl", "Smoke" e "Wasteland Too". Seu primeiro álbum de estúdio, "Grape" foi lançado em 2009. A banda, então, excursionou pela Costa Oeste. Em 2010, a banda embarcou em uma City Tour 100 pelos Estados Unidos, um esforço que aumentou muito seu público.
O som da banda foi descrito como funk rock pela Spin Magazine.